# دده‌گل (اردهان)
دده‌گل (به ترکی استانبولی: Dedegül، به ارمنی: Դադագյուլ) یک منطقهٔ مسکونی در ترکیه است که در اردهان واقع شده‌است.